# 浑南区
浑南区是辽宁省沈阳市的一个市辖区，國家級高新技術產業開發區。位于沈阳市区的东南部。由國家大學科技城、瀋撫新城、現代商貿區、國際新興產業園、現代農業示範區和棋盤山風景名勝區六大功能組團構成。遼寧自貿區（瀋陽片區）大部分位於此區，區人民政府駐世紀路13號。

## 沿革

### 東陵區
1964年，東陵區由大東、沈河、和平三個區所屬的14個農村人民公社組成，是一個近郊區。
1965年，蘇家屯區所屬的三個公社併入東陵區。成為市屬區中最大的一個區。面積達913平方公里。

### 渾南新區
1988年5月，瀋陽市設立瀋陽市南湖科技開發區。
1991年3月，國務院首批批准南湖科技開發區為國家級高新技術產業開發區。
1996年5月，改稱瀋陽高新技術產業開發區（瀋陽高新區）。
2001年10月，根據《中共瀋陽市委瀋陽市人民政府關於全面開發渾南新區的若干意見》，瀋陽市渾南新區正式成立。

### 東陵區（渾南新區）
2010年2月28日，為推進「大渾南建設」並迎接第十二屆全國運動會，根據《市委、市政府關於我市行政區劃局部調整的決定》，瀋陽市將原東陵區渾河以南區域和渾南新區（瀋陽高新區）、國家航空高技術產業基地（航高基地）整合為瀋陽市東陵區（渾南新區），區域面積600平方公里。
2013年11月，為進一步加快「瀋撫同城化」，瀋陽市決定將棋盤山開發區併入該區。

### 渾南區
2014年6月17日，根據《民政部關於遼寧省瀋陽市東陵區更名為渾南區的批覆》（民函[2014]171號）和中共瀋陽市委[2014]13號文件，經中华人民共和国民政部批准更名。
2014年8月1日，瀋陽市東陵區正式更名為瀋陽市渾南區。

## 人口
根據第七次人口普查數據，截至2020年11月1日零時，渾南區常住人口為798765人。

## 主要建築與觀光區

### 文化娛樂場所
遼寧省圖書館、遼寧省博物館、遼寧省科技館、遼寧省檔案館、瀋陽奧體中心、21世紀廣場、奥林匹克生态公园等。

### 高等學校
东北大学（浑南校区）、沈阳建筑大学、沈阳理工大学、沈阳体育学院等。

### 觀光區
東陵公園、世博園、棋盤山旅遊區、鳥島、隕石山風景區、滿族民俗村、中華寺風景區等。

## 交通
區域內有桃仙國際機場和瀋陽南站兩個東北地區最重要的交通樞紐。

### 軌道交通
- 瀋陽·渾南現代有軌電車1，2，3，4，5，6號線。
- 沈阳地铁2号线，9号线, 10号线。

### 鐵路
高速鐵路車站：沈阳南站
過境幹線：哈大客运专线，沈丹客运专线，京哈铁路，沈大铁路，沈抚城际铁路，沈丹铁路。

### 航空
沈阳桃仙国际机场

### 公路
瀋陽東二環，東南三環、四環，瀋大、瀋撫、瀋丹、瀋鐵高速公路及102國道通過該區。

## 中國（遼寧）自由貿易實驗區瀋陽片區
2016年4月10日，中國（遼寧）自由貿易實驗區瀋陽片區在渾南區創新天地揭牌。自貿區片區共29.97平方公里，其中渾南區22.63平方公里，蘇家屯區7.34平方公里，總面積29.97平方公里。
沈阳片区的功能定位是重点发展装备制造、汽车及零部件、航空装备等先进制造业和金融、科技、物流等现代服务业，提升国家新型工业化示范城市、东北地区科技创新中心发展水平，建设具有国际竞争力的先进装备制造业基地。

## 行政区划
浑南区下辖12个街道办事处：
东湖街道、五三街道、浑河站东街道、高坎街道、满堂街道、深井子街道、祝家街道、白塔街道、桃仙街道、李相街道、汪家街道和王滨街道。

## 特产
东陵红树莓：中国地理标志产品。